# William Robert Ogilvie-Grant
William Robert Ogilvie-Grant (Easter Elchies, 25 de Março de 1863 — Farley Cottage, 26 de Julho de 1924) foi um ornitólogo escocês.

## Biografia
Ogilvie-Grant recebeu estudos nos colégios de Cargilfield e Fettes, em Edimburgo, onde estudou Zoologia e Anatomia. Em 1882, tornou-se Assistente no Museu de História Natural de Londres. Estudou Ictiologia sobre supervisão de Albert C. L. G. Günther, e em 1885 foi colocado temporariamente no comando da Secção Ornitológica, durante a visita de Richard Bowdler Sharpe à Índia. Permanecer nesse departamento e algum tempo depois tornou-se Curador de Aves, de 1909 até 1918.
Sucedeu também a Bowdler Sharpe como editor da publicação Bulletin of the British Ornithologists' Club, posto que ocupou de 1904 até 1914.
Ogilvie-Grant efetuou muitas viagens de recolecção, especialmente a Socotra, e às ilhas da Madeira e Canárias.

## Publicações
- On a new Species of Guinea fowl. The Ibis (biodiversitylibrary.org).
- Mr. W. R. Ogilvie-Grant exhibited specimens of two apparently undescribed birds from the Owen Stanley Museum in S. E. New Guinea. Bulletin of the British Ornithologists' Club., 1895, (biodiversitylibrary.org).
- The Expedition to Sokotra. IV Descriptions of three new species of butterflies – Liverpool: Bulletin of the Liverpool Museums, 1899
- Arthropoda. Insecta: Lepidoptera - I. Rhopalocera. In: HO Forbes: Natural history of Sokotra and Abd-el-Kuri : Being the report upon the results of the conjoint expedition to these islands in 1898-9, by Mr. W.R. Ogilvie-Grant, of the British Museum, and Dr. H.O. Forbes, of the Liverpool Museums, together with information from other available sources. Forming a monogragh of the islands – Liverpool: Bulletin of the Liverpool Museums, 1903
- Mr. W. R. Ogilvie-Grant said that with the assistance of Mr. Claude Grant he had now been able to make a more thorough examination of the fine collection of birds formed by the Members of the B.O.U. Expedition to Dutch New Guinea. Bulletin of the British Ornithologists’ Club., 1911 (biodiversitylibrary.org).
- Exhibition and description of a new subspecies of Grosbeak, Rhynchostruthus percivali yemenensis, from the mountains of S. Yemen – Bulletin of the British Ornithologists' Club., 1913
- Report of a new race of Palm Dove – Bulletin of the British Ornithologists' Club, 1914
- W. R. Ogilvie-Grant sent descriptions of three new subspecies of Parrots. Bulletin of the British Ornithologists' Club., 1915, (biodiversitylibrary.org).
- Report on Birds collected by the British Ornithologists’ Union Expedition and the Wollaston Expedition in Dutch Guinea., 1915, (biodiversitylibrary.org).